# Karl Sigmund von Hohenwart

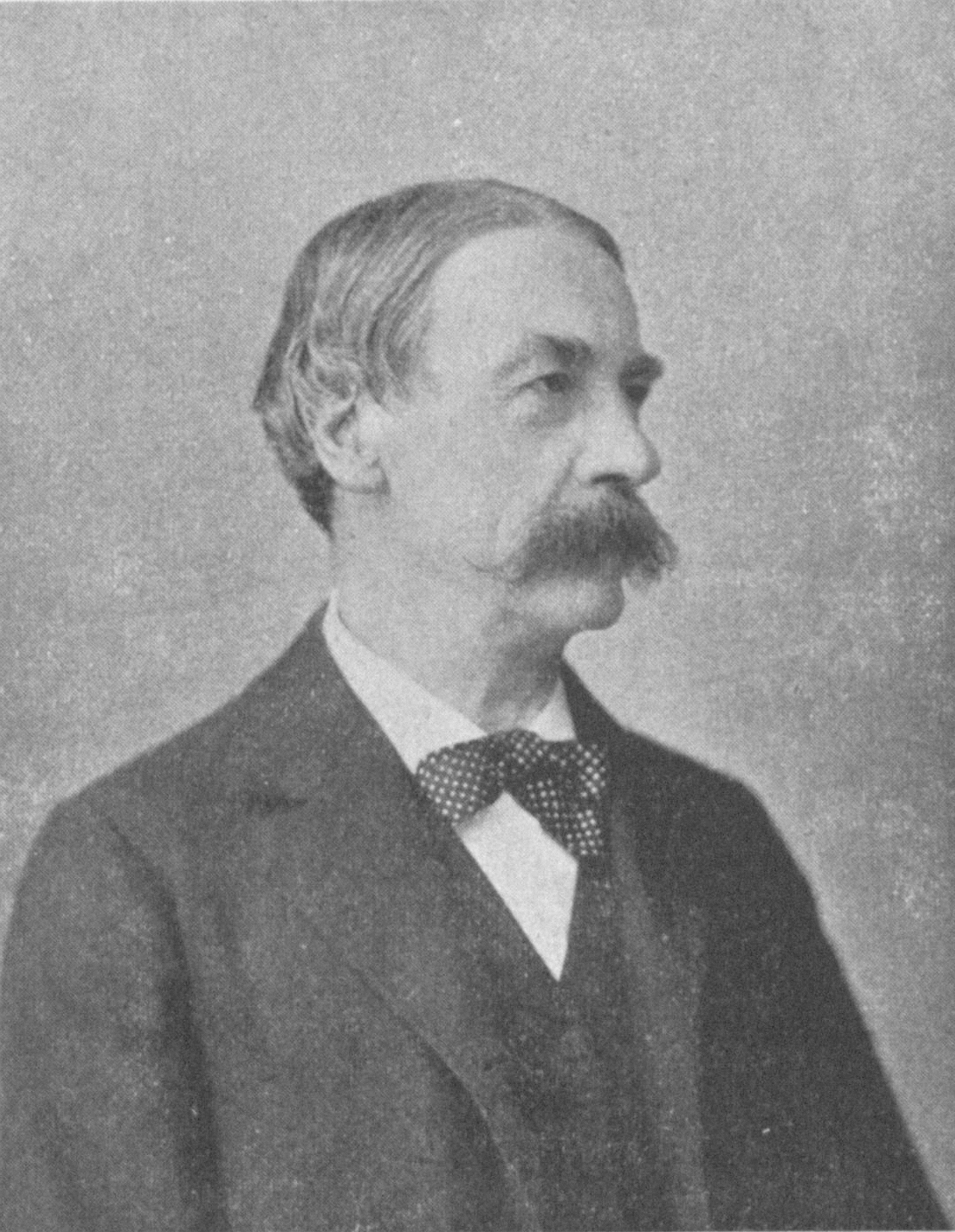
Karl Sigmund von Hohenwart

Graaf Karl Sigmund von Hohenwart (Wenen, 12 februari 1824 - aldaar, 26 april 1899) was een Oostenrijks staatsman.

## Biografie
In de loop van zijn ambtenarenloopbaan werd Hohenwart het bestuurlijke hoofd van Fiume, gouverneur van Karinthië en statthalter (keizerlijk gouverneur) van Opper-Oostenrijk. Na de val van de regering-Hasner en een korte overgangsregering onder leiding van graaf Potocki werd hij in februari 1871 onverwacht tot minister-president van Cisleithanië benoemd.
Zijn regering ontwikkelde een wetsvoorstel om de structuur van de Habsburgse monarchie te hervormen, door middel van de zogenaamde Fundamentalartikel ("grondartikelen"). Het ging hier om een soort grondwet voor Bohemen, waarin de Boheemse landdag de suzereiniteit van de Rijksraad op vlak van budgettaire en militaire aangelegenheden erkende, maar anderzijds verreikende wetgevende bevoegdheden kreeg. Het Tsjechisch en het Duits zouden gelijkwaardige talen worden en keizer Frans Jozef I zou ook tot koning van Bohemen worden gekroond. 
Dit voorstel hield een oplossing in die gelijkaardig was aan de Ausgleich met Hongarije in 1867 en zo de basis legde voor de Oostenrijks-Hongaarse dubbelmonarchie. Hohenwart gaf de landdagen van de Cisleithaanse koninkrijken en landen de vrijheid om hun wensen en belangen tot uitdrukking te brengen. De Moravische landdag keurde deze regeling slechts onder voorwaarden goed en de Silezische landdag verwierp ze volkomen. Ook de Hongaarse regering was tegen het voorstel, omdat ze voor de geprivilegieerde status van Hongarije binnen het keizerrijk vreesde. Het mislukken van dit Oostenrijks-Tsjechisch compromis zorgde ook voor de even onverwachte val van Hohenwarts regering in oktober 1871. 
Nadien was hij in de Rijksraad de leider van de Rechtspartij, die door haar verbond met de "Oude Tsjechen" en de Polen een meerderheid vormde in de Rijksraad. In 1885 werd hij nog tot voorzitter van het Opperste Rekenhof benoemd, een functie die hij uitoefende tot aan zijn dood in 1899. Hij was de oprichter van een club met veel invloed in de Rijksraad, die bestond uit geestelijke en conservatieve afgevaardigden van Boheemse, Duitse, Sloveense, Kroatische, Roemeense en Roetheense afkomst.
Beust · K. von Auersperg · Taaffe · Plener · Hasner von Artha · Potocki · Hohenwart · Holzgethan · A. von Auersperg · Stremayr · Taaffe · Windisch-Graetz · Kielmansegg · Badeni · Gautsch von Frankenthurn · Thun ·  Clary-Aldringen · Wittek · Koerber · Gautsch von Frankenthurn · Hohenlohe-Schillingsfürst · Beck · Bienerth-Schmerling · Gautsch von Frankenthurn · Stürgkh · Koerber · Clam-Martinic · Seidler von Feuchtenegg · Hussarek von Heinlein · Lammasch